# Campitelli (rione de Roma)

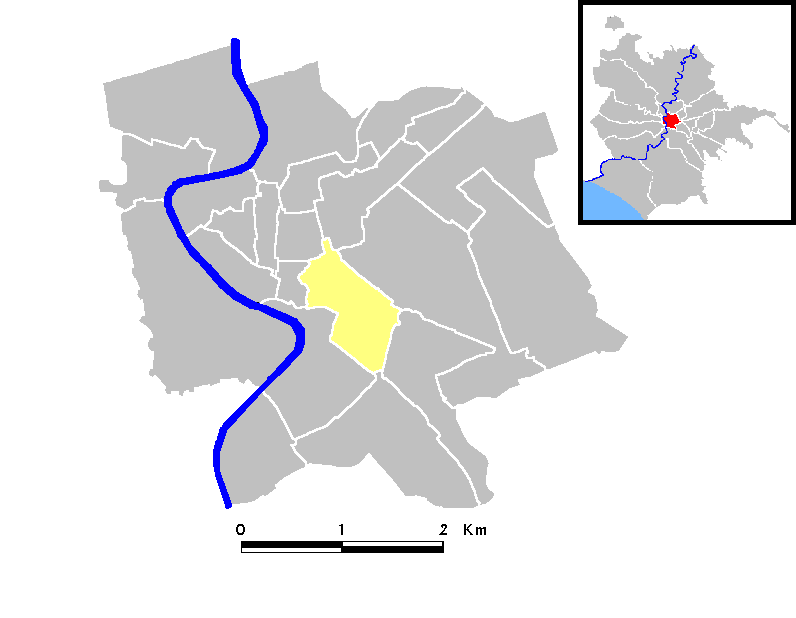
Mapa do Rione X - Campitelli.

Campitelli é um dos vinte e dois riones de Roma, oficialmente numerado como Rione X, localizado no Municipio I. Com menos de mil habitantes, é o rione menos populoso de Roma. Por sua localização central, estão em Campitelli alguns dos mais importantes museus, sítios arqueológicos e instituições de Roma, com pouco espaço para residências. Seu nome é uma referência ao "Capitólio" (em italiano:  Campidoglio), local dos mais importantes templos da Roma Antiga, como o Templo de Júpiter Capitolino, sagrado para a chamada Tríade Capitolina: Júpiter, Juno e Minerva.

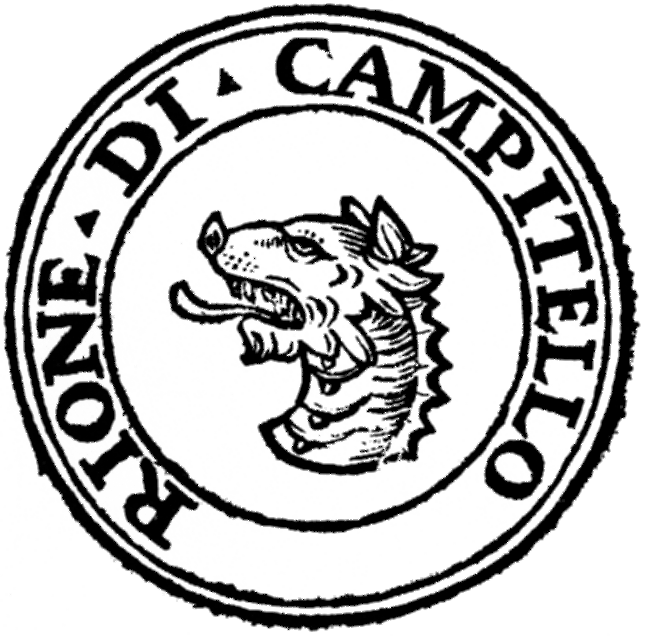
Brasão de Pigna: cabeça negra de um dragão em fundo branco.

## Vias e monumentos
- Arco degli Aquilani
- Arco di Vicolo Margana
- Cordonata Capitolina
- Fonte da Piazza de Aracoeli
- Monte Vélia
- Piazza d'Aracoeli
- Piazza del Campidoglio
- Piazza Campitelli
  - Fonte da Piazza Campitelli`
- Piazza del Colosseo
- Piazza Macel de' Corvi (demolida)
- Piazza Montanara
- Piazza Venezia
- Rocha Tarpeia
- Torre dei Boveschi
- Torre dei Margana
- Torre della Moletta
- Torre do Papa Bonifácio IX
- Torre do Papa Martinho V
- Torre do Papa Nicolau V
- Torre do Papa Paulo III
- Torri dei Pierleoni
- Via dei fori imperiali
- Via del Teatro di Marcello
- Vittoriano

### Antiguidades romanas
Fórum Romano
- Alta Via Sacra
- Altar da Vitória
- Arco de Augusto (29 a.C.)
- Arco de Augusto (19 a.C.)
- Arco de Cipião Africano (demolido)
- Arco de Fábio (demolido)
- Arco de Sétimo Severo
- Arco de Tibério (demolido)
- Arco de Tito
- Basílica Emília
- Basílica Júlia
- Basílica de Maxêncio
- Basílica Pórcia (demolido)
- Basílica Semprônia (demolido)
- Casa das Vestais
- Coluna de Focas
- Coluna Mênia
- Coluna rostral de Caio Duílio
- Conjunto de edifícios domicianos no Fórum Romano
- Comício
- Cloaca Máxima
- Cúria Hostília
- Cúria Júlia
- Escadas Gemônias
- Fonte de Juturna
- Fórnice Calpúrnio
- Lago Cúrcio
- Lápis Níger
- Necrópole do Templo de Antonino e Faustina
- Pórtico de Caio e Lúcio César
- Pórtico dos Deuses Harmoniosos
- Régia
- Rostra
- Statio aquarum
- Tabulário
- Templo de Antonino e Faustina
- Templo do Divino Augusto
- Templo de Castor e Pólux
- Templo de César
- Templo da Concórdia
- Templo do Divino Rômulo
- Templo da Fortuna Respiciente
- Templo de Jano
- Templo de Júpiter Estator
- Templo de Saturno
- Santuário da Vênus Cloacina
- Templo de Vênus e Roma
- Templo de Vespasiano e Tito
- Templo de Vesta
- Túmulos pré-históricos do Arco de Augusto
- Umbilicus Urbis
- Vulcanal
- Via Sacra
- Vico Toscano

Capitólio (Campidoglio)
- Auguráculo
- Templo de Fides
- Templo de Ísis
- Templo de Juno Moneta
- Templo de Juno Sóspita
- Templo de Júpiter Capitolino
- Templo de Júpiter Ferétrio
- Templo de Júpiter Guardião
- Templo de Júpiter Tonante
- Templo de Marte Vingador
- Templo de Mente
- Templo de Ops
- Templo de Vejóvis
- Templo de Vênus Ericina

Palatino
- Casa de Augusto
- Casa de Lívia
- Palácio de Domiciano
  - Aula Regia
  - Casa dos Arautos
  - Estádio Palatino
  - Palácio Augustano
  - Palácio Flávio
  - Pedagógio
- Palácio Severiano
- Palácio Tiberiano
- Palácio Transitório
- Roma quadrata
  - Cabanas do Palatino
  - Cúria Antiga
  - Porta Mugonia
  - Scalae Caci
  - Templo de Cibele
- Sala de Ísis
- Templo de Heliogábalo
- Templo de Vesta no Palatino
- Templo da Vitória

Outros
- Átrio da Liberdade
- Fórum de César
  - Basílica Argentária
  - Clivo Argentário
  - Templo da Vênus Genetrix
- Fórum Piscário
- Ínsula Romana
- Marfório
- Prisão Mamertina ("Tuliano")
- Túmulo de Bíbulo

## Edifícios

### Palácios
- Casa dei Margana (Piazza Margana)
- Lógia de Paulo III
- Palazzo Albertoni Spinola
- Palazzetto Albertoni (Piazza Margana, 36)
- Palazzetto Altemps
- Palazzetto Altieri (Piazza Capizucchi)
- Palazzo Astalli
- Palazzo Caffarelli
- Palazzo Capizucchi‎
- Palazzetto Capocci (Piazza Margana, 32)
- Palazzo Cavalletti
- Palazzo Circi (demolido)
- Palazzo dei Conservatori
- Palazzetto Della Porta (Via del Teatro di Marcello)
- Palazzo Fabi Silvestri (demolido)
- Palazzo Fani Pecci Blunt
- Palazzo Maccarani Odescalchi
- Palazzo Margani (Via d'Aracoeli, 13)
- Palazzo Massimo di Rignano‎
- Palazzo Muti Bussi
- Palazzo Nuovo
- Palazzo di Pietro da Cortona (demolido)
- Palazzo Senatorio
- Palazzo Santacroce Gambarucci (demolido)
- Palazzo Serlupi Caetani Lovatelli
- Palazzo Silvestri
- Palazzo Stati
- Palazzetto Velli Cardelli (Piazza Margana, 24)
- Villa Caffarelli
- Villa Campana
- Villa Mills (demolida)

### Outros edifícios
- Antiga sede do Instituto Arqueológico Germânico, na Villa Caffarelli
- Antiquário Forense
- Convento Oblate di Santa Francesca Romana (Monastero delle Oblate ou Monastero di Tor de' Specchi)
- Convento di Santa Maria in Aracoeli
- Convento della Madre di Dio
- Jardins Farnésios
- Monumento ao Soldado Desconhecido (Milite Ignoto)
- Museus Capitolinos
- Museo centrale del Risorgimento al Vittoriano
- Ospedale della Consolazione
- Pórtico de Júlio III
- Sacrario delle Bandiere
- Teatro della Cometa
- Teatro do Capitólio

### Igrejas
- Sant'Anastasia al Palatino
- San Bonaventura al Palatino
- Santi Cosma e Damiano
- Santa Francesca Romana
- San Giuseppe dei Falegnami
- San Lorenzo in Miranda
- Santi Luca e Martina
- Santa Maria Annunziata a Tor de' Specchi (Santa Maria de Curte)
- Santa Maria Antiqua
- Santa Maria della Consolazione
- Santa Maria in Aracoeli
- San Sebastiano al Palatino
- San Teodoro

Igrejas desconsagradas
- Sant'Adriano al Foro Romano
- San Biagio de Mercato
- Oratório dos Quarenta Mártires

Igrejas demolidas
- Sant'Andrea in Vincis‎
- San Cesareo in Palatio
- Oratorio di San Gregorio Taumaturgo‎
- San Lorenzo in Nicolanaso‎
- Santa Lucia in Septisolio‎
- Santa Maria de Manu
- Santa Maria de Metrio
- Santa Maria del Carmine e Sant'Antonio
- Santa Maria dei Cerchi‎
- Santa Maria delle Grazie al Foro Romano
- Santa Maria Imperatrice
- Santa Maria in Vincis (Santa Maria de Guinizo)
- Santa Maria Liberatrice al Foro Romano
- Sante Orsola e Caterina‎ (San Nicola dei Funari)
- San Pietro in Carcere
- San Salvatore de Arcu Trasi
- Santi Sergio e Bacco al Foro Romano
- Santi Venanzio e Ansovino
- Oratorio della Via Crucis nel Foro Romano